# Gustaf Winqvist
Gustaf Emanuel Winqvist, född 3 april 1868 i Hedemora, död 22 december 1934 i Stockholm, var en svensk borgmästare.
Winqvist blev student vid Uppsala universitet 1887 och avlade hovrättsexamen 1892. Efter tingstjänstgöring under Svea hovrätt blev han extra länsnotarie i Kopparbergs län 1898, vice auditör i Dalregementet 1899 och var auditör där 1908–1912. Han blev borgmästare i Hedemora stad 1902, tillika i Säters stad från 1921, vilka båda ämbeten han innehade till sin död. Han innehade även en mängd kommunala och andra allmänna uppdrag.